# Démographie du Guyana
Cet article contient des statistiques sur la démographie au Guyana.
Quatre-vingt dix pour cent des habitants vivent sur l'étroite plaine côtière, où la densité de la population est supérieure à 115 habitants au kilomètre carré alors que la densité pour l'ensemble du Guyana est de moins de quatre habitants par kilomètre carré.
Le groupe ethnique le plus important est constitué d'Indo-Guyaniens, descendants de travailleurs embauchés de l'Inde, qui représentent environ 40 % de la population selon le recensement de 2012. Ils sont suivis par les Afro-Guyaniens, descendants d'esclaves d'Afrique, qui constituent 30 %, les métis (20 %) et les Amérindiens (10 %).

## Évolution de la population

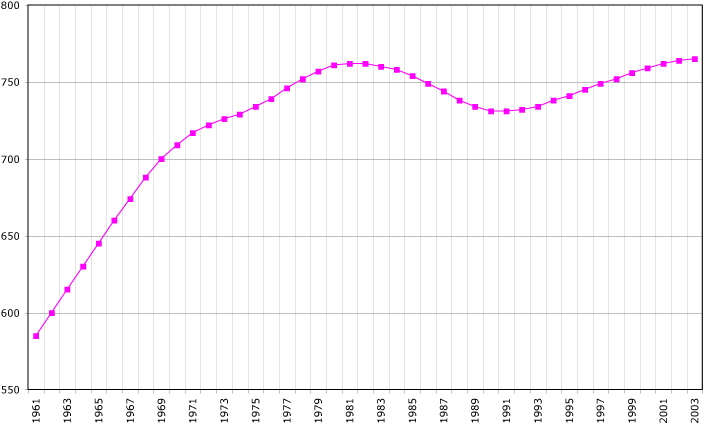
Évolution démographique